# Yatsushiro
Yatsushiro (八代市 -shi) é uma cidade japonesa localizada na província de Kumamoto.
Em 2003 a cidade tinha uma população estimada em 105 700 habitantes e uma densidade populacional de 720,46 h/km². Tem uma área total de 146,71 km².
Recebeu o estatuto de cidade a 1 de Setembro de 1940.